# Als nostres fills
Als nostres fills (títol original en portuguès, Aos Nossos Filhos) és una pel·lícula de drama romàntic brasiler dirigida per Maria de Medeiros i estrenada el 2019. S'ha doblat i subtitulat al català.

## Repartiment
- Marieta Severo: Vera[5]
- José de Abreu: Fernando
- Laura Castro: Tânia
- Marta Nobrega: Vanessa
- Andrei Cardoso: Caique
- Claudio Lins: Sergio
- Antonio Pitanga: Rodrigo
- Denise Crispim: Clarisse
- Ricardo Pereira: Antonio